# Capraita sexmaculata
Capraita sexmaculata är en skalbaggsart som först beskrevs av Johann Karl Wilhelm Illiger 1807.  Capraita sexmaculata ingår i släktet Capraita och familjen bladbaggar. Inga underarter finns listade i Catalogue of Life.